# I Heard It Through the Grapevine
I Heard It Through the Grapevine (deutsch für: „Es kam mir ein Gerücht zu Ohren“) ist ein im Jahr 1966 entstandener Rhythm-and-Blues- und Soulsong, der von Norman Whitfield komponiert und von Barrett Strong getextet wurde und sich in zwei Versionen jeweils zum Millionenseller innerhalb desselben Schallplattenkonzerns entwickelte.

## Entstehungsgeschichte
Das Autorenteam Whitfield/Strong sollte die kreative Lücke schließen, die das Erfolgstrio Holland–Dozier–Holland durch seinen prozessbedingten Weggang bei der Motown Corporation hinterlassen hatte. Der Plattenkonzern warf dem Autorentrio vor, seit Dezember 1967 keine Songs mehr zu komponieren und zu produzieren und verklagte deshalb das Team am 29. August 1968 wegen Vertragsbruchs. Whitfield/Strong waren bereits in der Gründungsphase des Motown-Konzerns als angestellte Autoren oder Interpreten auf der Gehaltsliste. Whitfield lieferte seine erste Komposition im November 1962 ab, die erste Hit-Komposition folgte im Mai 1963. Beide Komponisten hatten bis 1966 mit unterschiedlichen Partnern kooperiert, Whitfield mit Eddie Holland, Strong mit William Stevenson. I Heard It Through the Grapevine gilt als zweiter Song, bei dem Norman Whitfield und Barrett Strong zusammenarbeiteten. Ersichtlich erstmals kooperierten beide bei Too Busy Thinking About My Baby, das im Juni 1966 im Original auf der Temptations-LP Gettin‘ Ready erschien.

## Chronologie der Versionen
Die Frage, welcher Titel von I Heard It Through the Grapevine als Original und welcher als Coverversion gilt, beantwortet sich ausschließlich nach dem Aufnahmedatum.

### The Miracles
Das Original von I Heard It Through the Grapevine wurde mit Smokey Robinson & the Miracles am 16. August 1966 aufgenommen. Der Text über die Gerüchte einer hintergangenen Liebesbeziehung reflektiert die persönlichen Erfahrungen des Autors Barrett Strong und passte in das beziehungsbetonte Textkonzept des Motown-Konzerns. I Heard It Through the Grapevine bedeutet übersetzt so viel wie Es ist mir zu Ohren gekommen. Die freitags stattfindende Qualitätskontrolle ergab jedoch, dass das Original der Miracles nicht marktfähig sei, und es wurde dementsprechend nicht veröffentlicht. Der Titel blieb über 32 Jahre unveröffentlicht in den Archiven und wurde erst im Zuge der Veröffentlichung seltener Titel auf den Markt gebracht. Das ist der Grund, warum die Miracles in der Fachliteratur nur selten als Originalinterpreten erwähnt werden.

### Gladys Knight & The Pips

Gladys Knight & the Pips – I Heard It Through the Grapevine

Dann entstand am 10. April 1967 mit Marvin Gaye die erste Coverversion, die allerdings erst mit größerer Zeitverzögerung am 30. Oktober 1968 veröffentlicht wurde. Gladys Knight & the Pips standen erst am 17. Juni 1967 in den Tonstudios, also zwei Monate nach Marvin Gaye. Allerdings wurde die Fassung von Gladys Knight als überhaupt erste Version des Songs am 28. September 1967 auf den Markt gebracht, also ein Jahr früher als Marvin Gayes Fassung des Songs. Gladys Knights Version verkaufte zunächst 1,5 Millionen Exemplare, 2 Millionen wurden bis 1969 umgesetzt. Rhythmisch handelt es sich nur bei Knights Fassung um einen Up-tempo-Song.

### Marvin Gaye
Der Wunsch nach einer zeitgerechteren Veröffentlichung der Version von Marvin Gaye wurde von Labelinhaber Berry Gordy wegen des andauernden Erfolgs der Knight-Version trotz des völlig unterschiedlichen Arrangements strikt abgelehnt. Das war der Grund für die lange Archivierung dieser Version, die nach Veröffentlichung am 30. Oktober 1968 ebenfalls zum Millionenseller avancierte und bis Anfang 1969 gar drei Millionen Exemplare umsetzte. Die Fachwelt war überrascht, dass Motown die Gaye-Version relativ schnell veröffentlichte, nachdem die Knight-Fassung am 16. Dezember 1967 den zweiten Rang der Pop-Hitparade erreicht hatte.

Marvin Gaye – I Heard It Through the Grapevine

Das ungewöhnliche Intro präsentiert eine obsessive, sich wiederholende E-Piano-Figur, die mit einem klapperschlangenähnlich klingenden Tamburin untermalt ist. Die meisterhafte Produktionsarbeit von Whitfield beinhaltet auch Geigenarpeggios. Bei Gayes Aufnahme wirkten alle drei Schlagzeuger der Funk Brothers mit, und zwar Benny Benjamin, Richard Allen und Uriel Jones. Anfangs macht es der Text wahrscheinlich, dass Gaye keine Konfrontation mit seiner fremdgehenden Partnerin eingeht, sondern er sich diese Konfrontation nur vorstellt; im mittleren Teil haben ihn Schande und Demütigung überwältigt und münden im Vorwurf, dass er die Fakten von seiner Partnerin gerne direkt und nicht über andere gerüchtehalber erfahren hätte. Am Schluss erfährt man, dass sie ihn nicht nur verlassen hat, sondern sich mit seinem Nachfolger davonmacht. In Knights Version schienen weder die Gerüchte noch der Kummer von besonderer Bedeutung zu sein. Alle drei Versionen wurden von den Funk Brothers instrumentiert.

### Analyse der Chronologie
Aus der chronologischen Folge der Aufnahme- und Veröffentlichungsdaten ergibt sich, dass das Original zwar von den Miracles stammt, aber nicht zeitgerecht veröffentlicht wurde. Die zweite Aufnahme stammt von Marvin Gaye, blieb jedoch für 1 ½ Jahre in den Archiven. Die dritte Aufnahme mit Gladys Knight hingegen wurde drei Monate nach der Aufnahmesession als erste aller bisherigen Fassungen veröffentlicht, sodass in der Öffentlichkeit der Eindruck entstehen musste, dass sie das Original sei. Dies führte auch zu Verwirrungen in der Fachliteratur, die manchmal davon ausgeht, dass Gaye den Titel als Original aufgenommen und seine Version die Qualitätskontrolle als erste auf Anhieb nicht überstanden habe. Vielmehr haben die Miracles die Qualitätskontrolle als erste nicht passiert, denn ihr Original wurde zunächst überhaupt nicht veröffentlicht.

## Statistik und Coverversionen
I Heard It Through the Grapevine ist der einzige Titel für den Motown-Konzern, der in zwei Fassungen jeweils Status als Millionenseller erlangte. Dadurch wurde er zu einem Markstein in der Plattengeschichte des Motown-Konzerns. Zudem ist es der einzige Song, der dreimal in den Billboard-Charts den ersten Rang belegte, nämlich mit Gladys Knight (6 Wochen in den R&B-Charts, Rang 2 in den Pop-Charts), Marvin Gaye (jeweils 7 Wochen in den R&B- und den Pop-Charts) und dem Electro-Funk-Musiker Roger Troutman im August 1981 (zwei Wochen in den R&B-Charts).
I Heard It Through the Grapevine wurde in den folgenden Jahrzehnten vielfach gecovert. Unter anderem von den Temptations (1969) oder Ike & Tina Turner (1969). Creedence Clearwater Revival veröffentlichte am 25. Juli 1970 eine Coverversion, erreichte damit jedoch ebenso wenig die Charts wie Undisputed Truth im Juli 1971. Es folgten die Average White Band (1976), Joe Cocker (1978) und die Slits (1979), die Flying Pickets (1984), Tuxedomoon (1987), die Soultans (1996), Brandy (2004), die Kaiser Chiefs (2005) sowie Amy Winehouse im Duett mit Paul Weller (2006). Am 17. Februar 2012 sang Sarah Connor den Song in der ultimativen Chartshow, der seitdem zu ihrem Repertoire bei Live-Auftritten gehört.
Stefan Gwildis veröffentlichte 2005 eine deutschsprachige Version mit dem Titel Das kann doch nicht dein Ernst sein. Eine österreichische Austropop-Version wurde 1984 von Ostbahnkurti veröffentlicht; das Lied heißt Wo hamma denn den Fahrschein, handelt jedoch vom Schwarzfahren und benutzt nur die Melodie. BMI listet insgesamt 31 Fassungen auf, der Titel erhielt einen BMI-Award.
Für die Behauptung, auch die Isley Brothers hätten eine Version hiervon während ihrer Zeit bei Motown aufgenommen, gibt es keine belastbaren Beweise. Auch Fred Bronson kann nicht nachweisen, dass die Isley Brothers ihre Version nach den Miracles aufgenommen hätten, sie jedoch in den Archiven noch versteckt sei.
Die Version des Liedes von Marvin Gaye wurde in die Rock and Roll Hall of Fame sowie in die Grammy Hall of Fame aufgenommen. Der Rolling Stone wählte I Heard It Through the Grapevine 2005 auf Platz 80 der 500 Greatest Songs of All Time.

### Musikbeispiele
- Marvin Gaye: I Heard It Through the Grapevine (Lyric Video) auf YouTube
- Gladys Knight & the Pips: I Heard It Through the Grapevine (Lyric Video) auf YouTube
- Creedence Clearwater Revival: I Heard It Through the Grapevine auf YouTube